# روا مجید
رَوا مجید (کردی سورانی: ڕەوا مەجید‎) (متولد ۱۲ ژوئیه ۱۹۸۶ در کرمانشاه )، معروف به روباه کُرد ( سوئدی: Kurdiska räven)، یک جنایتکار عراقی الاصل کرد سوئدی است که در ایران متولد شده است. از سال ۲۰۱۸، او ساکن ترکیه بوده است، اما مجید چندین بار به کردستان عراق و ایران گریخته است. مجید مظنون به رهبر اصلی سازمان جنایی سوئدی فاکستروت است که با تیراندازی ها و بمب گذاری های متعدد در سوئد مرتبط است. خشونت عموماً مناطق استکهلم و اوپسالا را درگیر کرده است و اغلب توسط نوجوانان زیر سن قانونی انجام شده است. قربانیان شامل کودکان، بستگان جنایتکاران رقیب، دوستان سابق مجید و بسیاری از اهداف ناخواسته بوده اند.   مجید با چندین باند جنایتکار دیگر و همچنین اعضای سابق فاکستروت درگیر است.  او از سال 2020 به دلیل جرایم عمده مواد مخدر و برنامه ریزی قتل،    تحت تعقیب بین المللی بوده و یکی از جنایتکاران تحت تعقیب سوئد نامیده شده است.  مجید در ۶ اکتبر ۲۰۲۳ توسط پلیس ایران  در نزدیکی مرز خود با ترکیه بازداشت شد.
پدر و مادر مجید اهل کردستان عراق هستند، اما او در هنگام فرار از عراق در راه سوئد در جریان جنگ ایران و عراق در ایران به دنیا آمد. خانواده زمانی که او یک ماهه بود در اوپسالا در سوئد مستقر شدند.

### انتقال به ترکیه
پس از گذراندن حبس طولانی مدت مجید، پسر عمویش به قتل رسید. به دلیل تشدید تهدیدی که مجید در آن زمان تجربه کرد، با وجود اینکه تحت نظارت و آزادی مشروط بود، مقامات سوئدی به او اجازه دادند تا در تابستان ۲۰۱۸ سوئد را ترک کند و از آن زمان در ترکیه اقامت داشته است. او با وجود اینکه از سوی اینترپل تحت تعقیب قرار گرفته، موفق به دریافت شهروندی ترکیه در ازای سرمایه گذاری در آن کشور شد. استرداد مجید از ترکیه توسط سوئد درخواست شده است، اما ترکیه از استرداد اتباع خودداری می کند مگر اینکه آنها در ترکیه مرتکب جنایت شوند یا تابعیت مضاعف داشته باشند.
پلیس سوئد اطلاعات مربوط به عملیات دستگیری مجید را در بالاترین سطح با پلیس ترکیه به اشتراک گذاشت، اما طبق گفته پلیس سوئد، اطلاعات اطلاعاتی در سال 2022 به اعضای شبکه جنایی فاکستروت درز کرد و به این ترتیب عملیات غیرممکن شد. در سپتامبر ۲۰۲۳، معاون نخست وزیر سوئد تهدید کرد که در صورت عدم استرداد روا مجید کمک مالی سوئد به ترکیه را تعلیق می کند، اما بعداً این بیانیه را پس گرفت.

## ارتباط با حکومت جمهوری اسلامی ایران
در ژانویه ۲۰۲۴، یک وسیله انفجاری در محوطه سفارت اسرائیل در استکهلم کشف شد. سفیر اسرائیل این اقدام را «تلاش برای حمله تروریستی» خواند.
در ارتباط با این رویداد و رویدادهای مشابه، نام دو گروه تبهکار خشن سوئدی به نام «فاکس‌ترات» (به رهبری روا مجید) و «رومبا» به میان آمد و جمهوری اسلامی ایران از سوی دولت‌های سوئد، آمریکا و اسرائیل متهم شد که با آنها همکاری کرده است. سپس سرویس امنیتی سوئد (ساپو) طی یک نشست مطبوعاتی کم‌سابقه، دولت جمهوری اسلامی ایران را به «انجام اقدامات خلاف و خشونت‌آمیز در سوئد و سایر کشورها از طریق شبکه‌ای از‌ تبهکاران» متهم کرد.
رئیس سرویس امنیتی سوئد در این نشست گفت: «اگرچه اهداف مورد حمله این باندهای تبهکار، عمدتا گروه‌ها و مخالفان سیاسی دولت ایران است، اما نمایندگان کشورهایی مانند اسرائیل و سازمان‌ها و مؤسسات یهودی نیز از سوی آن‌ها هدف قرار می‌گیرند.»